# Villarrasa
Villarrasa község Spanyolországban, Huelva tartományban. Villarrasa Rociana del Condado, Niebla, La Palma del Condado és Bollullos Par del Condado községekkel határos. Lakosainak száma 2128 fő (2024).

## Népesség
A település népessége az utóbbi években az alábbiak szerint változott:
| Lakosok száma | 2103 | 2114 | 2121 | 2151 | 2191 | 2149 | 2167 | 2176 | 2203 | 2128 |
|               | 2001 | 2004 | 2006 | 2009 | 2011 | 2014 | 2016 | 2019 | 2021 | 2024 |